# Костолац
Костолац је градско насеље и седиште истоимене градске општине која се налази у саставу града Пожаревца у Браничевском управном округу. Према попису из 2022. било је 12.091 становника. На месту данашњег Костолца се налазио важан римски град Виминацијум. Костолац је центар Стига, а у његовој околини се налазе термоелектране и рудници угља.

## Демографија
У насељу Костолац је 2002. живело 6973 пунолетна становника на 3186 домаћинстава (2,92 члана по домаћинству), а просечна старост становништва је била 35,7 година (34,8 код мушкараца и 36,6 код жена).
Ово насеље је углавном насељено Србима.
|             | \| Демографија[1] \| Демографија[1] \| Демографија[1] \| \| Година \| Становника \| Становника \| \| -------------- \| -------------- \| -------------- \| \| 1948. \| 2.946 \| \| \| 1953. \| 4.332 \| \| \| 1961. \| 4.981 \| \| \| 1971. \| 6.678 \| \| \| 1981. \| 9.274 \| \| \| 1991. \| 10.365 \| 9.993 \| \| 2002. \| 9.313 \| 9.631 \| \| 2011. \| 9.569 \| \| |            |
| Демографија | |            |
| Година      | Становника | Становника |
| 1948.       | 2.946 |            |
| 1953.       | 4.332 |            |
| 1961.       | 4.981 |            |
| 1971.       | 6.678 |            |
| 1981.       | 9.274 |            |
| 1991.       | 10.365 | 9.993      |
| 2002.       | 9.313 | 9.631      |
| 2011.       | 9.569 |            |

| Етнички састав према попису из 2011.‍ | Етнички састав према попису из 2011.‍ | Етнички састав према попису из 2011.‍ | Етнички састав према попису из 2011.‍ | Етнички састав према попису из 2011.‍ |
| ------------------------------------ | ------------------------------------ | ------------------------------------ | ------------------------------------ | ------------------------------------ |
|                                      |                                      |                                      |                                      |                                      |
| Срби                                 | Срби                                 |                                      | 6.284                                | 65,67%                               |
| Роми                                 | Роми                                 |                                      | 2.245                                | 23,46%                               |
| Македонци                            | Македонци                            |                                      | 40                                   | 0,42%                                |
| Хрвати                               | Хрвати                               |                                      | 33                                   | 0,34%                                |
| Црногорци                            | Црногорци                            |                                      | 21                                   | 0,22%                                |
| Мађари                               | Мађари                               |                                      | 17                                   | 0,17%                                |
| Словенци                             | Словенци                             |                                      | 17                                   | 0,17%                                |
| Власи                                | Власи                                |                                      | 13                                   | 0,14%                                |
| Немци                                | Немци                                |                                      | 10                                   | 0,10%                                |
| Румуни                               | Румуни                               |                                      | 9                                    | 0,09%                                |
| Југословени                          | Југословени                          |                                      | 8                                    | 0,08%                                |
| Муслимани/Бошњаци                    | Муслимани/Бошњаци                    |                                      | 7                                    | 0,07%                                |
| Руси                                 | Руси                                 |                                      | 2                                    | 0,02%                                |
| Бугари                               | Бугари                               |                                      | 1                                    | 0,01%                                |
| непознато/неизјашњени                | непознато/неизјашњени                |                                      | 819                                  | 8,55%                                |

| Година пописа     | 1948. | 1953. | 1961. | 1971. | 1981. | 1991. | 2002. |
| ----------------- | ----- | ----- | ----- | ----- | ----- | ----- | ----- |
| Број домаћинстава | 1.165 | 1.423 | 1.573 | 1.886 | 2.789 | 3.178 | 3.186 |

| Број чланова      | 1   | 2   | 3   | 4   | 5   | 6   | 7  | 8  | 9 | 10 и више | Просек |
| ----------------- | --- | --- | --- | --- | --- | --- | -- | -- | - | --------- | ------ |
| Број домаћинстава | 712 | 773 | 596 | 684 | 224 | 104 | 44 | 22 | 8 | 19        | 2,92   |

| Пол    | Укупно | Неожењен/Неудата | Ожењен/Удата | Удовац/Удовица | Разведен/Разведена | Непознато |
| ------ | ------ | ---------------- | ------------ | -------------- | ------------------ | --------- |
| Мушки  | 3.586  | 1.004            | 2.297        | 134            | 136                | 15        |
| Женски | 3.812  | 722              | 2.300        | 574            | 201                | 15        |
| УКУПНО | 7.398  | 1.726            | 4.597        | 708            | 337                | 30        |

| Пол    | Укупно                    | Пољопривреда, лов и шумарство | Рибарство                            | Вађење руде и камена | Прерађивачка индустрија       |
| ------ | ------------------------- | ----------------------------- | ------------------------------------ | -------------------- | ----------------------------- |
| Мушки  | 2.026                     | 14                            | 0                                    | 1.120                | 69                            |
| Женски | 1.139                     | 9                             | 0                                    | 321                  | 92                            |
| УКУПНО | 3.165                     | 23                            | 0                                    | 1.441                | 161                           |
| Пол    | Производња и снабдевање   | Грађевинарство                | Трговина                             | Хотели и ресторани   | Саобраћај, складиштење и везе |
| Мушки  | 501                       | 26                            | 28                                   | 31                   | 28                            |
| Женски | 139                       | 6                             | 91                                   | 186                  | 10                            |
| УКУПНО | 640                       | 32                            | 119                                  | 217                  | 38                            |
| Пол    | Финансијско посредовање   | Некретнине                    | Државна управа и одбрана             | Образовање           | Здравствени и социјални рад   |
| Мушки  | 1                         | 6                             | 15                                   | 24                   | 21                            |
| Женски | 4                         | 8                             | 14                                   | 73                   | 117                           |
| УКУПНО | 5                         | 14                            | 29                                   | 97                   | 138                           |
| Пол    | Остале услужне активности | Приватна домаћинства          | Екстериторијалне организације и тела | Непознато            | Непознато                     |
| Мушки  | 19                        | 0                             | 0                                    | 123                  | 123                           |
| Женски | 20                        | 0                             | 0                                    | 49                   | 49                            |
| УКУПНО | 39                        | 0                             | 0                                    | 172                  | 172                           |

## Костолачка култура
Костолачка култура је енеолитска култура, која назив добија по археолошком локалитету код Костолца, а област коју обухвата је шира од познатије Баденске културе, јер захвата Карпатски басен, Централнобалканско подручје и румунско Подунавље. Милоје Васић је 1906. и 1908. публиковао налазе из Костолца, али и налазе исте културе из Прахова и Винче.
Костолачка култура, насупрот свом генетском претходнику - Баденској култури, гради солидне надземне објекте, трајније природе, које обнавља више пута. Куће су правоугаоне и велике. У начину градње се наслеђују познонеолитске традиције. Под је масиван, набијен, углачан, зидови су од плетера, вертикалних стубова облепљени блатом. Архитектура је прилагођена конфигурацији терена.
Примењује се скелетно сахрањивање и кремација. Код скелетног је реч о згрченцима у раци, а код кремације пепео је или у урни или се спаљени остаци стављају у јаму и покривају поклопцем.
Керамичке посуде карактеристичне за костолачку културу су:
- Зделе - калотасте и без дна, коничне, профилисане
- Шоље са тракастом дршком
- Фишбуте   - судови елипсоидног облика

Орнаментика је носилац стила, веома је специфична. Новину представља појава   технике, формирају се уже или шире траке трзајем шиљастог инструмента, који се употпуњује белом инкрустрацијом (висећи троуглови, цик-цак линије, полумесечасти зарези итд).
Носиоци ове културе углавном су се бавили земљорадњом и сточарством. Узгајају се пшеница и јечам, гаје се (овца и говече). Металургија стагнира .

## Спорт
- ФК Рудар Костолац, основан 1933. и тренутно се такмичи у Подунавској-шумадијској зони.
- РК Рудар Костолац, основан 1970. и тренутно се такмичи у Суперлиги Србије.
- ОК Рудар Костолац, основан 1960, и тренутно се такмичи Суперлига Србије у фудбалу